# Idiomictis
Idiomictis é um gênero de traça pertencente à família Agonoxenidae.